# Canzonissima
Canzonissima va ser un popular programa de televisió de varietats, emès per Rai del 1956 al 1975. Al costat de l'espectacle habitual de còmics, soubrettes, sketches i ballets, es va unir a l'element fonamental de Canzonissima: un concurs de cançons, combinat amb la Lotteria di Capodanno, després rebatejada Lotteria Italia.

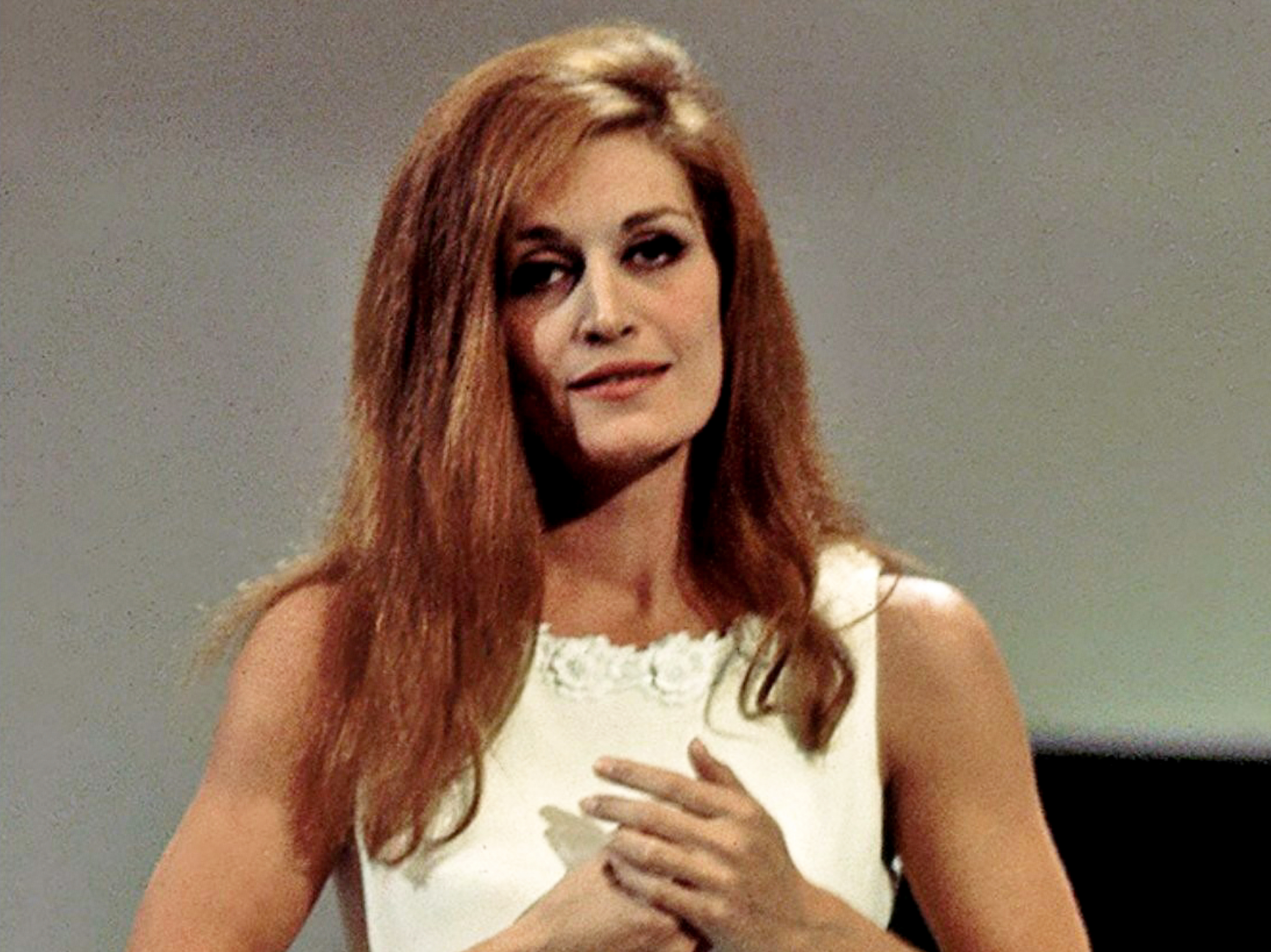
Dalida va cantar a la final Dan dan dan, una cançó que reflectia la recent pèrdua del seu fill.

Pel 2010 e es va anunciar una nova edició del programa, que hauria d'haver estat realitzada per Gianni Morandi amb Elisabetta Canalis al setembre, però el projecte es va abandonar a causa dels costos excessius.
Pel 2013 Carlo Conti va reviure en versió moderna l'històric varietés musical dins de la sisena edició de I migliori anni.

## Història
El varietats va néixer a la ràdio com a torneig de cançons el 1956, amb el títol Le canzoni della fortuna i amb un gran èxit de públic. L'any següent va ser presentat a la televisió per Lino Procacci i Gianfranco Bettetini amb el títol Voci e volti della fortuna i transformat en una competició entre aficionats de les diverses regions d'Itàlia, amb la participació d'alguns cantants professionals, que van competir en un grup a part.
El 1958 el varietats va prendre el nom de Canzonissima i va veure la participació de cantants més consolidats. En els anys posteriors, el reglament s'actualitzava de tant en tant, sovint complicat i feixuc, però això no va debilitar la participació apassionada del públic, que podia expressar les seves preferències enviant postals especials venudes juntament amb els bitllets de loteria.
Una de les edicions més famoses va ser la del 1959, confiada a les hàbils ments creatives de Pietro Garinei i Sandro Giovannini, sota la direcció d'Antonello Falqui i la conducció de l'actriu, cantant i ballarina Delia Scala. Amb ells hi participaren Paolo Panelli i Nino Manfredi, qui va concebre un personatge per a la transmissió, que va continuar identificant-se amb la seva figura: el cambrer Bastiano, i la seva cèlebre exclamació Fusse che fusse la vorta bbona, frase referida a la invitació per comprar un bitllet de loteria possiblement guanyador. L'edició de 1960 també va ser molt apreciada amb Alberto Lionello, Lauretta Masiero i Aroldo Tieri. Lionello, que cantava la melodia La-la-la-la portant un canotier, esdevingué molt popular i fou definit com "el Chevalier italià".
L'edició del 1962 va ser la més turbulenta. Dario Fo i Franca Rame, a qui la RAI havia confiat la conducció de la transmissió en virtut dels seus èxits teatrals i la seva gran popularitat, van abandonar el programa després de set episodis: la nit del 29 de novembre, els dos directors van sortir dels estudis mitja hora abans de l'inici de l'emissió, obligant els executius a emetre el vuitè episodi només amb cantants, presentats per l'anunciant Maria Grazia Picchetti, La causa de l'abandó va ser l'enèsima operació de censura dels textos de Fo: el sketch d'un constructor d'edificis que es negava a dotar a la seva empresa de mesures de seguretat va ser considerat excessivament provocador pels directius de la RAI. Diversos personatges als quals se'ls va demanar que substituïssin Fo i Rame s'hi van negar; Walter Chiari havia acceptat substituir-los, però tot seguit va renunciar després de diverses pressions de l'entorn intel·lectual d'esquerres. Al final van ser Sandra Mondaini i Tino Buazzelli les que van conduir els restants quatre episodis i pel xou final fou cridat Corrado.
Del 1963 al 1967 la transmissió va continuar amb nous formats i nous títols, Gran Premio, Napoli contro tutti, La prova del nove, Scala reale i Partitissima, per tornar al títol original el 1968 amb l'edició que va tenir com protagonistes Mina, Walter Chiari i Paolo Panelli.
L'edició del 1970 esdevingué famosa per la direcció de Corrado,juntament amb Raffaella Carrà i per la cançó temàtica del programa, cantada per ella, Ma che musica maestro que va assolir i es va mantenir el cim del Hit Parade durant diverses setmanes. La parella també es va confirmar per a la propera edició del programa, una edició en què la ballarina va estrenar el ball Tuca tuca, escandalitzant els italians amb l'exhibició juntament amb Alberto Sordi.
Pippo Baudo i Loretta Goggi recolliren el testimoni per la darrera edició vespertina del programa, que també va ser emesa al Delle Vittorie, en què l'actriu es va revelar com una showgirl i imitadora del gran públic. Va ser novament Baudo qui va conduir juntament amb Mita Medici va dirigir la primera edició de la tarda del varietats, aquesta vegada, però, amb una resposta molt inferior a les anteriors edicions, tant que amb la darrera edició del 1974/75 fou realitzada, sempre el diumenge a la tarda, de nou per Carrà amn la participació de Cochi e Renato i Topo Gigio, el programa fou clausurat definitivament.
A partir del 1975 la competició entre cantants es va suspendre, i la Lotteria Italia es va combinar amb altres emissions de televisió, la més famosa de les quals va ser Fantastico, emesa durant tretze edicions entre 1979 i 1997.
Del 1970 al 1975 el guanyador del concurs de cantants va ser escollit representant d'Itàlia al Festival de la Cançó d'Eurovisió: va començar Gianni Morandi, després dues vegades Massimo Ranieri - entrecreuat amb Nicola Di Bari -, Gigliola Cinquetti i la parella Wess-Dori Ghezzi; la millor puntuació dels cantants procedents de Canzonissima la va obtenir Cinquetti (ja guanyadora, però, el 1964) a Brighton el 1974, que va aconseguir el segon lloc vençuda només per ABBA.

## Edicions
| Any  | Director         | Presentador | Cançó guanyadora |
| ---- | ---------------- | --- | --- |
| 1958 | Antonello Falqui | Renato Tagliani amb Ugo Tognazzi, Walter Chiari, Gianni Agus, Enza Soldi, Lauretta Masiero, Scilla Gabel i Corrado Pani                              | L'edera (Nilla Pizzi)                                                                                                |
| 1959 | Antonello Falqui | Delia Scala, Paolo Panelli i Nino Manfredi | Piove (Joe Sentieri)                                                                                                 |
| 1960 | Mario Landi      | Alberto Lionello, Lauretta Masiero, Aroldo Tieri i Lilli Lembo                                                                                       | Romantica (Tony Dallara)                                                                                             |
| 1961 | Eros Macchi      | Sandra Mondaini, Enzo Garinei, Toni Ucci, Carletto Sposito i Anna Maria Gambineri amb Paolo Poli, Alberto Bonucci i Tino Buazzelli                   | Bambina bambina (Tony Dallara)                                                                                       |
| 1962 | Vito Molinari    | Dario Fo i Franca Rame (episodis 1-7); Maria Grazia Picchetti (episodi 8); Tino Buazzelli i Sandra Mondaini (episodis 9-12); Corrado (episodi final) | Quando quando quando (Tony Renis)                                                                                    |
| 1968 | Antonello Falqui | Mina, Walter Chiari i Paolo Panelli | Scende la pioggia (Gianni Morandi)                                                                                   |
| 1969 | Antonello Falqui | Johnny Dorelli, Raimondo Vianello i les bessones Kessler amb Sandra Mondaini i Paolo Villaggio                                                       | Ma chi se ne importa (Gianni Morandi)                                                                                |
| 1970 | Romolo Siena     | Corrado i Raffaella Carrà | Vent'anni (Massimo Ranieri)                                                                                          |
| 1971 | Eros Macchi      | Corrado i Raffaella Carrà amb Alighiero Noschese | Chitarra suona più piano (Nicola Di Bari)                                                                            |
| 1972 | Romolo Siena     | Pippo Baudo i Loretta Goggi | Erba di casa mia (Massimo Ranieri)                                                                                   |
| 1973 | Romolo Siena     | Pippo Baudo i Mita Medici | Alle porte del sole (Gigliola Cinquetti)                                                                             |
| 1974 | Eros Macchi      | Raffaella Carrà, Cochi e Renato, Mike Bongiorno (episodi final), Topo Gigio                                                                          | Per la música lleugera: Un corpo e un'anima (Wess & Dori Ghezzi); per la música folk: Lu maritiello (Toni Santagata) |

En alguns anys la fórmula de Canzonissima fou proposta en versions presentades amb noms diversos:
1956 Le canzoni della fortuna
- (transmissió radiofònica i final a Tv) - Presentadors: Adriana Serra, Antonella Steni, Raffaele Pisu, Renato Turi
- Cançons guanyadores: Mamma (Nunzio Gallo) i Buon anno, buona fortuna (Gino Latilla)

1957 Voci e volti della fortuna
- (transmissió radiofònica i televisiva) - Presentadors: Enzo Tortora, Silvio Noto, Antonella Steni, Renato Turi
- Cançons guanyadores: Scapricciatiello (Aurelio Fierro)

1963 Gran Premio
- Presentadors: diversos (un per cada regió d'Itàlia)
- (en aquesta edició competien les regions italianes – guanya Sicília)

1964 Napoli contro tutti
- Presentadors: Nino Taranto, Nadia Gray
- Cançons guanyadores 'O sole mio (Claudio Villa)

1965 La prova del nove
- Presentadors: Corrado, amb la participació de Walter Chiari i amb Alice i Ellen Kessler
- Cançons guanyadores: Non son degno di te (Gianni Morandi)

1966 Scala reale
- Presentadors: Peppino De Filippo
- Cançons guanyadores: Granada (Claudio Villa)

1967 Partitissima
- Presentadors: Alberto Lupo, Franco Franchi, Ciccio Ingrassia
- Cançons guanyadores: Dan dan dan (Dalida)